# Chengmagang (köpinghuvudort i Kina, Hubei Sheng, lat 31,35, long 114,98)
Chengmagang (kinesiska: 乘马岗) är en köpinghuvudort i Kina. Den ligger i provinsen Hubei, i den centrala delen av landet, omkring 110 kilometer nordost om provinshuvudstaden Wuhan. Antalet invånare är 47 632. Befolkningen består av 23 112 kvinnor och 24 520 män. Barn under 15 år utgör 17,0 %, vuxna 15-64 år 74 %, och äldre över 65 år 8,0 %.
Runt Chengmagang är det tätbefolkat, med 331 invånare per kvadratkilometer. Närmaste större samhälle är Macheng, 19,6 km söder om Chengmagang. Trakten runt Chengmagang består till största delen av jordbruksmark.
Genomsnittlig årsnederbörd är 1 671 millimeter. Den regnigaste månaden är juli, med i genomsnitt 316 mm nederbörd, och den torraste är januari, med 36 mm nederbörd.